# Palacio de Justicia del Condado de Perkins (Nebraska)
El Palacio de Justicia del Condado de Perkins (en inglés, Perkins County Courthouse) es un edificio de gobiernbo ubicado en Lincoln St. en Grant, es el juzgado del condado de Perkins, Nebraska. Construido entre 1926 y 1927, el palacio de justicia es el tercero utilizado por el condado de Perkins. El arquitecto JF Reynolds diseñó el palacio de justicia en el estilo County Citadel, un tipo de diseño de palacio de justicia fuertemente influenciado por la arquitectura del neoclásica. El palacio de justicia está construido con ladrillo rústico y cuenta con una entrada principal empotrada, columnas jónicas macizas sobre la entrada y un parapeto con un águila tallada y paneles decorativos en el frente.
El palacio de justicia se incluyó en el Registro Nacional de Lugares Históricos en 1990.

## Galería

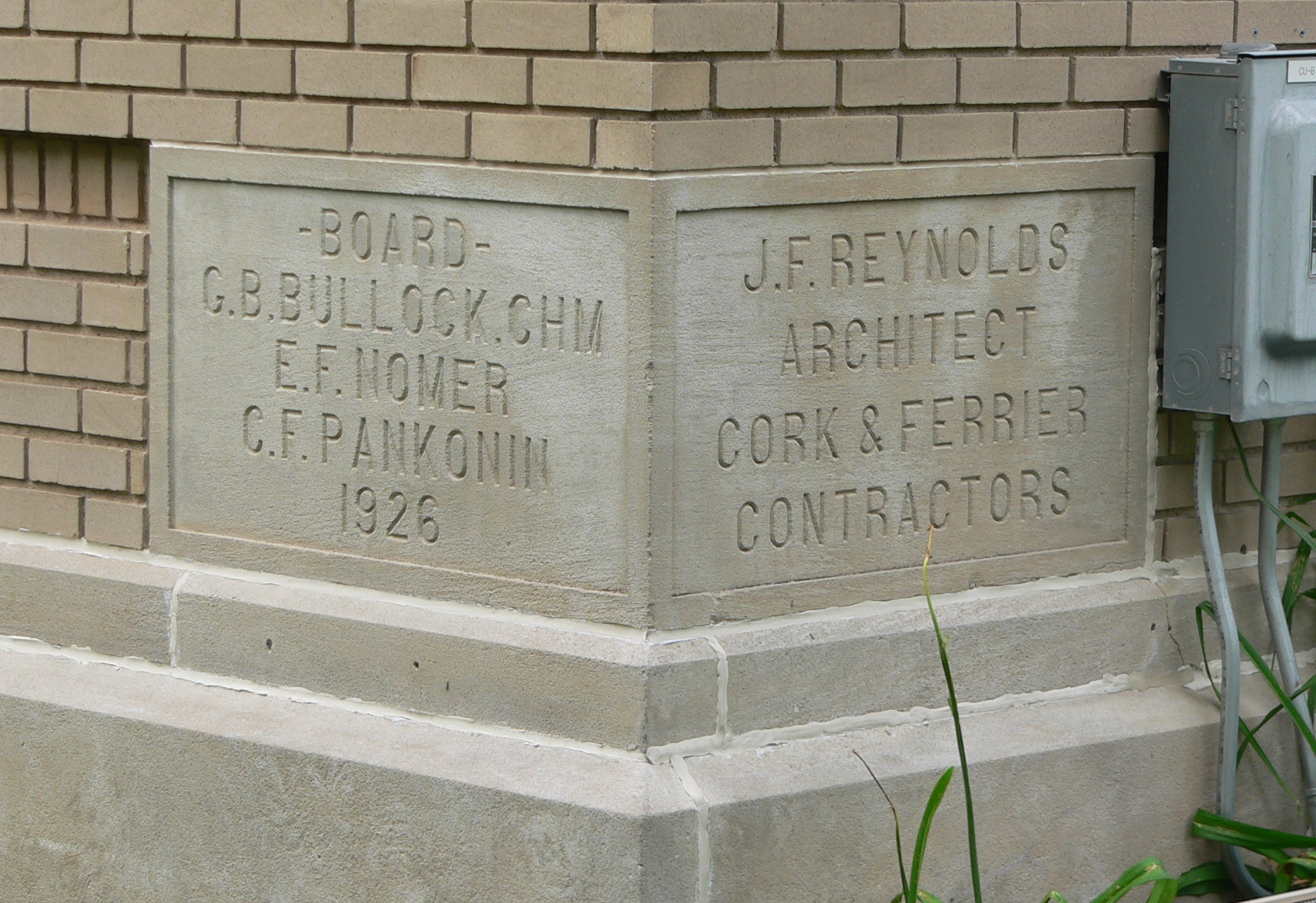
Piedra angular
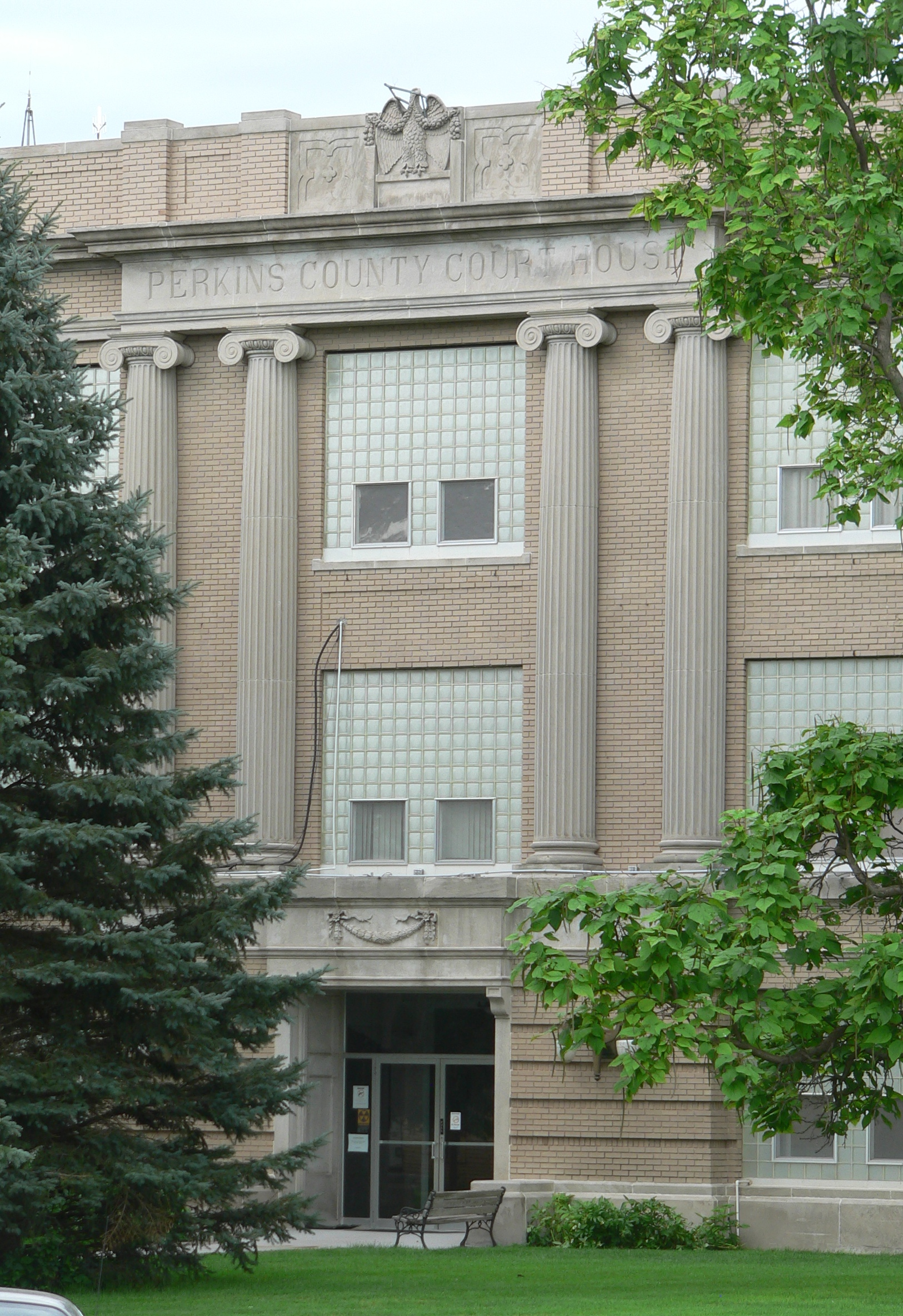
Ventanas
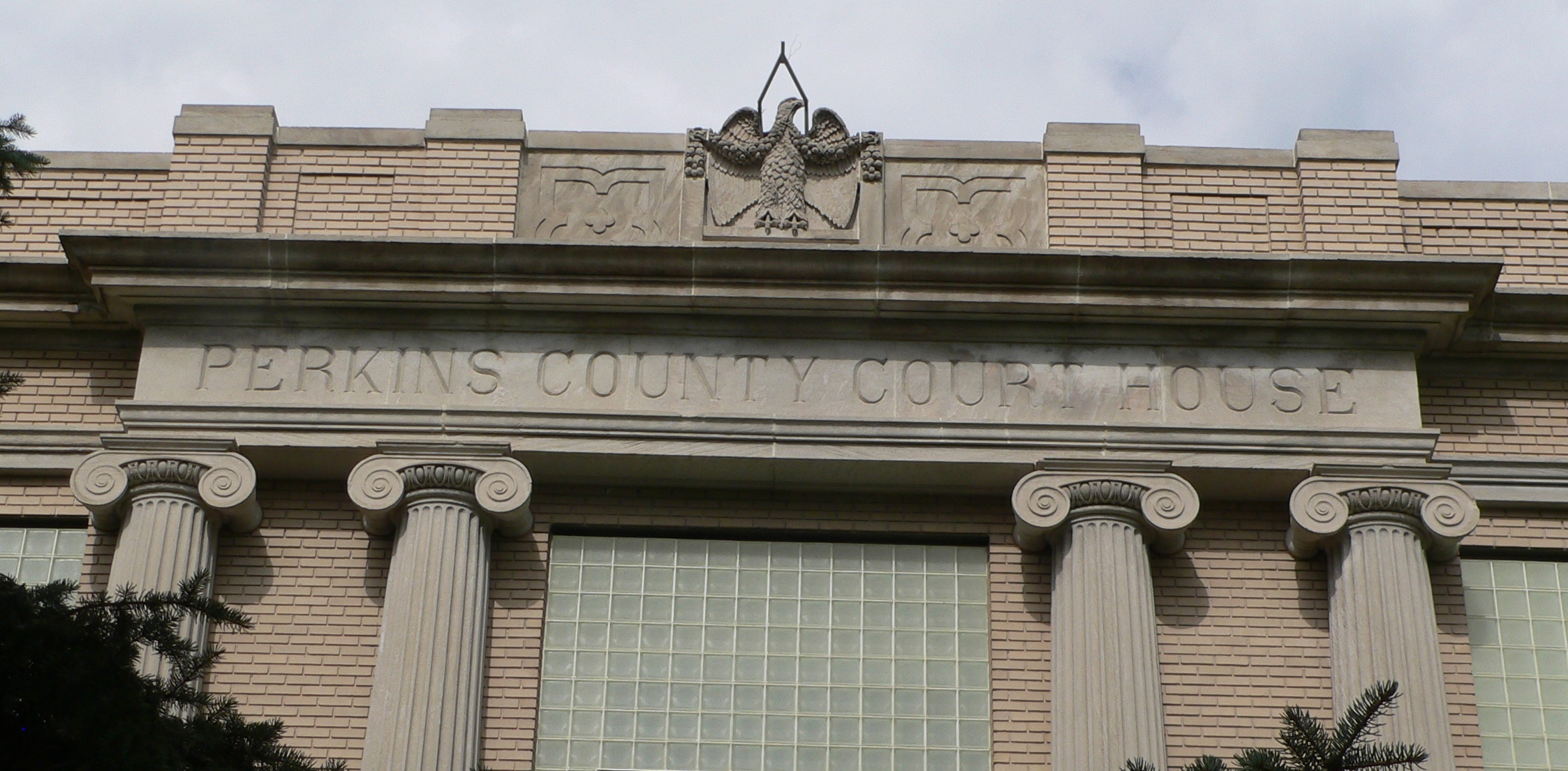
Detalle de la fachada
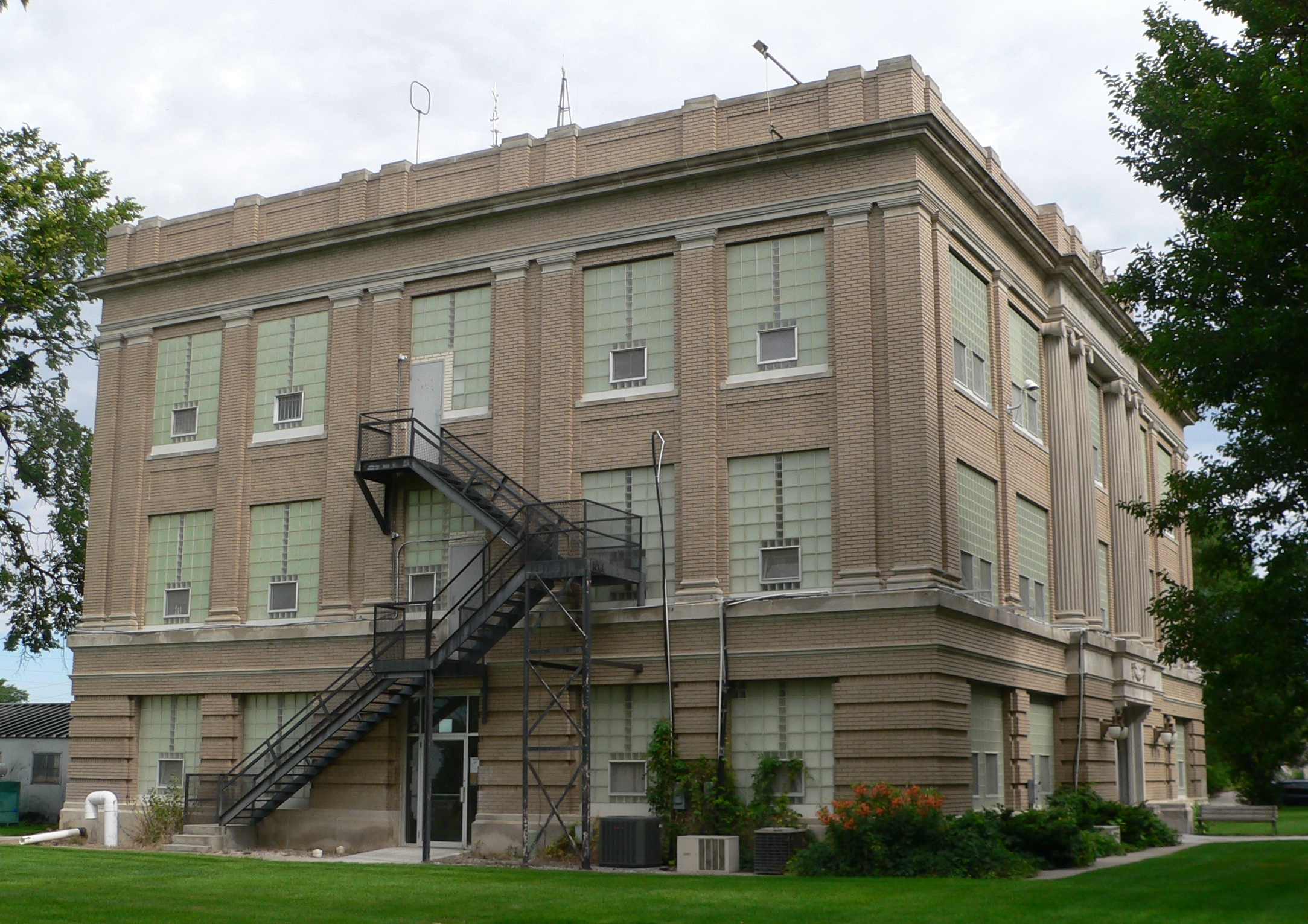
Costado sureste